# Мерсье, Жан
Жан Мерсье (англ. Jean (Johannes) Mercier (Le Mercier); ок. 1510 – 1570) — французский востоковед и педагог.

## Биография
Жан Мерсье родился в городе Юзесе около 1510 года. Его учителем был Франсуа Ватабль, который восстановил изучение еврейского языка во Франции после того как король Франциск I основал в Париже королевское училище.
Получив необходимое образование Мерсье стал профессором еврейского языка в Коллеж де Франс. Обращение в реформатство вынудило Мерсье покинуть Францию и переселиться в Венеции, откуда он вернулся на родину лишь перед смертью.
Наибольший интерес представляют его латинские комментарии к Десятисловию (Париж, 1568), к Книге Иова, Притчам Соломоновым, Екклесиасту, Песни Песней (Женева, 1573) и Книге Бытия (Женева, 1598).
Жан Мерсье умер в 1570 году в родном городе от чумы.
Среди его учеников был, в частности, Филипп Дюплесси-Морне.
Его сын Иосия (умер в 1626 году) известен своими трудами по изданию и объяснению классиков.